# Laurent Chandemerle
Laurent Chandemerle, né le 27 décembre 1967 à Plaintel dans les Côtes-d'Armor, est un imitateur, humoriste et acteur français.

## Biographie
Il a remporté à plusieurs reprises le concours Graines de star présenté par Laurent Boyer sur M6. 
Il accompagne Patrick Sébastien dans l'émission Les Années bonheur, diffusée régulièrement sur France 2. 
Sa particularité est d'imiter des personnalités du monde de la chanson telles que Bénabar, M, Camille, Christophe Maé, Christophe Willem, Julien Doré, etc.
Il compte également à son répertoire des personnalités telles que Benoît Poelvoorde, Jamel Debbouze, Geneviève de Fontenay, Jean-Paul Ollivier et Maurane. Son personnage fétiche, fil rouge de ses spectacles est Daniel Prévost.
Il incarne, dans plusieurs de ses sketchs, le personnage de Louis Taoh du Bourg, un paysan de la campagne de Plaintel. Laurent Chandemerle présente Le Journal des bonnes nouvelles basé sur ses imitations tous les matins sur l'antenne de France Bleu Armorique depuis 2016.

## Discographie

### Titres
- 2010 : Angèle
- 2012 : Ta Djeule
- 2012 : T'es ti bobo
- 2012 : On aimerait être des petits lutins
- 2013 : Pour faire chier les voisins
- 2013 : Breizh Attitude
- 2013 : Fumier de lapin
- 2014 : Hausse ta bolée
- 2014 : On les a poqués
- 2015 : Comment que c'est
- 2023 : Rock'N'Tek (Reprise de Thunderstruck par AC/DC à l'occasion des portes ouvertes du même nom chez l'entreprise I-TEK)
- 2025: Louisthaoberg (créer spécialement pour la course cyclisme plaintel plaintel et la montée de la côte Sainte-Anne a Saint-julien)